# Адская кухня
Адская кухня (англ. Hell’s Kitchen) — район Манхэттена, также известный как Клинтон. Границами района являются 34-я и 59-я улицы, 8-я авеню и река Гудзон. Своё название район получил из-за высокого уровня преступности, делавшей Адскую кухню одним из криминальных центров Нью-Йорка с середины XIX века до конца 1980-х годов. Современный район известен большим количеством театров, модных ресторанов и роскошных многоквартирных домов. Название района Адская кухня впервые появилось в The New York Times в 1881 году, с 1960-х официальные власти стали называть район Клинтон, хотя прежнее название-прозвище всё ещё более распространено.

## История
В 1850-х годах в районе селилось большое количество ирландских и немецких иммигрантов, в основном низшего и среднего класса. После гражданской войны местные молодые ирландцы стали объединяться в преступные группировки. Журналист Герберт Осбери в своей книге «Банды Нью-Йорка», которая легла в основу одноимённого фильма Мартина Скорсезе, назвал банду из Адской кухни самой опасной группировкой Нью-Йорка.
После Второй мировой войны в район хлынул новый поток иммигрантов, на этот раз из Пуэрто-Рико. Знаменитый мюзикл «Вестсайдская история», премьера которого состоялась в 1957 году, рассказывает историю современных Ромео и Джульетты из враждующих банд пуэрториканцев и ирландцев. С середины 1960-х до середины 1980-х годов в Адской кухне заправляла ирландская банда Вестиз, занимавшаяся широким спектром преступной деятельности: убийствами, кражами, поджогами, вымогательством, азартными играми, торговлей наркотиками и спиртным. Кинофильм Андреа Берлофф «Адская кухня» об этой эпохе вышел на экраны в 2019 году.
В конце 1980-х годов Рудольф Джулиани, в то время окружной прокурор, пересажал главарей местной ирландской мафии в тюрьму, были закрыты бары, где собирались преступные группировки, было покончено с проституцией. С тех пор начался экономический подъём района. Из-за близости Адской кухни к Мидтауну, деловому и культурному центру Нью-Йорка, в районе стали селиться представители высшего класса — деловые люди и деятели искусства.

## Население
Согласно данным переписи населения США 2010 года, население Адской кухни (Клинтона) составило 45 884 человек, увеличившись на 5289 человек (13,0 %) по сравнению с данными на 2000 год. Район занимает площадь 2,18 км², соответственно, плотность населения составляет около 26,8 тысяч чел./км². Расовый состав района был представлен 56,4 % (25 891) белых, 6,3 % (2869) афроамериканцев, 0,2 % (70) коренных американцев, 15,0 % (6886) азиатов, 0,1 % (31) жителей тихоокеанских островов, 0,4 % (181) представителей других рас и 2,4 % (1079) представителей двух или более рас. Латиноамериканцы представляли 19,3 % (8877) населения района.

## Преступность
Адская кухня патрулируется двумя участками полиции Нью-Йорка. Район к югу от 42-й улицы патрулируется 10-м участком, а район к северу от 42-й улицы патрулируется 18-м участком.